# Abdallah ibn al-Mu'tazz
Abdallah ibn al-Mu'tazz (arabisch عبد الله بن المعتز ʿAbd Allāh ibn al-Muʿtazz; geb. 861 in Samarra, gest. im Dezember 908 in Bagdad) war ein Kalif der Abbasiden-Dynastie und bedeutender arabischer Poet und Literaturwissenschaftler.

## Familie
Abdallah ibn Al-Mu'tazz war ein Sohn des dreizehnten Abbasiden-Kalifen al-Mu'tazz mit Fatima bint al-Fath ibn Khaqan.

## Politisches Wirken
Abdallah ibn al-Mu'tazz war der Sohn des dreizehnten Abbasiden-Kalifen al-Mu'tazz. Nach dem Tod des 17. Kalifen al-Muktafi wurde er am 17. Dezember 908 selbst zum Kalifen gekrönt, aber noch am selben Tag gestürzt und am 29. Dezember ermordet aufgefunden, während al-Muqtadir (reg. 908–932) den Thron bestieg und offiziell als 18. Abbasiden-Kalif gilt.

## Wirken als Dichter und Schriftsteller
Bekannt ist er jedoch als bedeutender Dichter und Autor des Werks Kitab al-Badi, einer frühen Studie der Formen der arabischen Dichtkunst. Das Werk wird als eines der frühesten arabischen Werke der Literaturtheorie und Literaturkritik angesehen.

## Privatleben

### Besitz von Sklavinnen
Abdallah ibn al-Mu'tazz besaß mehrere Sklavinnen, darunter eine Sängersklavin namens Tuhfa, die er ausbildete. Eine weitere war die Sklavin Daula. Sie half ihm in seiner literarischen Arbeit und war mutmaßlich auch seine Konkubine. Ibn al-Mu'tazz dichtete über sie:
„Ich stand am Euphrat, die Boote bewegungslos im flachen Wasser. Dann erinnerte ich mich an dich, Tränen flossen, und, als ob Sturmwinde sie erfassten, fuhren die Boote vorbei.“